# Eisenach Challenger 1993
L'Eisenach Challenger 1993 è stato un torneo di tennis facente parte della categoria ATP Challenger Series nell'ambito dell'ATP Challenger Series 1993. Il torneo si è giocato a Eisenach in Germania dal 5 all'11 luglio 1993 su campi in terra rossa.

## Vincitori

### Singolare
Andrej Merinov ha battuto in finale  Karsten Braasch con il punteggio di 6–3, 2–6, 7–5

### Doppio
Christer Allgårdh /  Dmitrij Poljakov hanno battuto in finale  Vladimir Gabričidze /  Andrej Merinov con il punteggio di 6–7, 6–4, 6–4